# Dan Reeves (Footballtrainer)
Daniel Edward Reeves (* 19. Januar 1944 in Rome, Georgia; † 1. Januar 2022 in Atlanta, Georgia) war ein US-amerikanischer American-Football-Trainer und -Spieler. Mit den Dallas Cowboys gewann er als Spieler den Super Bowl VI.

## Frühe Jahre
Reeves wuchs in Americus, Georgia, auf. Dort ging er auch zur Highschool, wo er American Football, Baseball und Basketball spielte. Später ging er auf die University of South Carolina, wo er zwischen 1962 und 1964 für das Collegefootballteam auf der Position des Quarterbacks spielte. In dieser Zeit passte er für 2561 Yards und 16 Touchdowns. Außerdem spielte er für das Collegebaseballteam.
2006 wurde er in die South Carolina Athletic Hall of Fame aufgenommen.

## NFL

### Karriere als Spieler
Reeves wurde im NFL-Draft 1965 nicht ausgewählt, unterzeichnete jedoch noch in demselben Jahr einen Vertrag bei den Dallas Cowboys, wo er sodann zum Runningback umgeschult wurde. In der Saison 1966 gelang ihm auf dieser Position sein Durchbruch: Er erlief 757 Yards für 8 Touchdowns und fing Pässe für 557 Yards. Ein Jahr später erlief er 603 Yards und fing Pässe für 490 Yards. Im Spiel gegen die Atlanta Falcons erzielte er am achten Spieltag vier erlaufene Touchdowns, was einen Franchise-Rekord darstellte. In der Saison 1971 gewann er mit den Cowboys den Super Bowl VI. Aus gesundheitlichen Gründen trat er am 22. Februar 1972 als Footballspieler zurück und wurde Assistenztrainer bei den Cowboys.

### Karriere als Trainer

#### Assistenztrainer
Reeves war 1972 und zwischen 1974 und 1980 Assistenztrainer bei den Dallas Cowboys unter Head Coach Tom Landry. In der Saison 1977 gewann er mit den Cowboys den Super Bowl XII.

#### Head Coach
Im Jahr 1981 stellten die Denver Broncos Reeves als Head Coach vor. Hier blieb er elf Jahre lang. In dieser Zeit erreichte er sechsmal die Play-offs und dreimal den Super Bowl (XXI, XXII und XXIV), jedoch gingen alle drei Spiele verloren.
Zur Saison 1993 heuerte Reeves bei den New York Giants an. In seinem ersten Jahr als dortiger Head Coach holte er elf Siege aus 16 Spielen und wurde zum NFL Coach of the Year ernannt. Im Jahr 1995 konnte Reeves mit dem Team nur fünf Siege erringen, 1996 nur sechs, woraufhin er nach der Saison entlassen wurde.
Vor der Saison 1997 unterzeichnete er einen Vertrag als Head Coach bei den Atlanta Falcons. Ein Jahr später wurde er erneut zum NFL Coach of the Year gewählt, als er mit den Falcons 14 Siege aus 16 Spielen erzielte und sie bis zum Super Bowl XXXIII führte. Jedoch verlor er erneut den Titelkampf, diesmal mit 34:19 gegen seinen Ex-Klub Denver Broncos. In der NFL-Saison 2002 erreichte er mit den Falcons erneut die Play-offs. Eine Saison später wurde er drei Spieltage vor Saisonabschluss entlassen.

## Radiokommentator
Nach seiner Trainerkarriere kommentierte Reeves mehrere Spiele bei Westwood One, einem lokalen Radiosender aus New York City.

## Persönliches
Reeves war verheiratet und hatte drei Kinder und sechs Enkelkinder. Am 1. Januar 2022 starb er an Komplikationen, welche seine Demenzkrankheit mit sich brachte, im Alter von 77 Jahren. Sein Neffe David Andrews spielt 2024 auf der Position des Centers bei den New England Patriots in der NFL.